# Raionul Pervomaisk, Mîkolaiiv
Pervomaisk (în ucraineană Первомайський район, transliterat: Pervomaiskîi raion) este un raion în regiunea Mîkolaiiv, Ucraina. Are reședința la Pervomaisk.
Are o suprafață de 3.797,2 km². Populația este de 151.800 locuitori, determinată în 2020.